# Haurã
Haurã (em árabe: حوران; romaniz.: Ḥawrān) é uma região vulcânica do sudoeste da Síria que se estende do monte Hermom à fronteira com a Jordânia. Embora rochosa, sua planície tem solo fértil e chuvas suficientes para permitir a produção de trigo, cevada, feijão e beterraba. Seus principais assentamentos são Dara, Izra e Bostra. Historicamente, foi dividida entre os nabateus e o Império Romano até 106, quando foi incorporada na província de Auranita (Auranitis) e desfrutou de prosperidade e crescimento. Recebeu o cristianismo no início do século II ou III e floresceu até a propagação do islamismo no início do século VII. Hoje é ocupada pelos drusos, que ali chegaram em 1711.